# Alexandre Berthier-Delagarde
Alexandre Berthier-Delagarde (en russe : Александр Львович Бертье-Делагард), né à Sébastopol en 1842 et mort à Yalta en 1920, est un ingénieur, historien, général et archéologue russe de lointaine ascendance française.

## Biographie
Né en 1842 à Sébastopol dans une famille de militaires. Il a longtemps travaillé comme ingénieur sur les côtes de la Mer Noire: construction de ponts, de routes, de fortifications militaires et portuaires. 
Après la Guerre de Crimée, il participe à la restructuration de la ville, au démantèlement des ruines et des bastions militaires, à l'ouverture du boulevard du bord de mer à la place de la batterie Nicolas et la mise en place d'un nouveau système d’adduction d'eau. En 1877, il participe au renforcement des défenses côtières de Sébastopol.
Il travaille aussi au système d'adduction d'eau et d'égouts de Yalta, construit une jetée dans le port qui subsiste (au quai Lénine actuel). Pour cela il reçoit les félicitations du tsar Alexandre III et une médaille d'or à l'exposition panrusse.

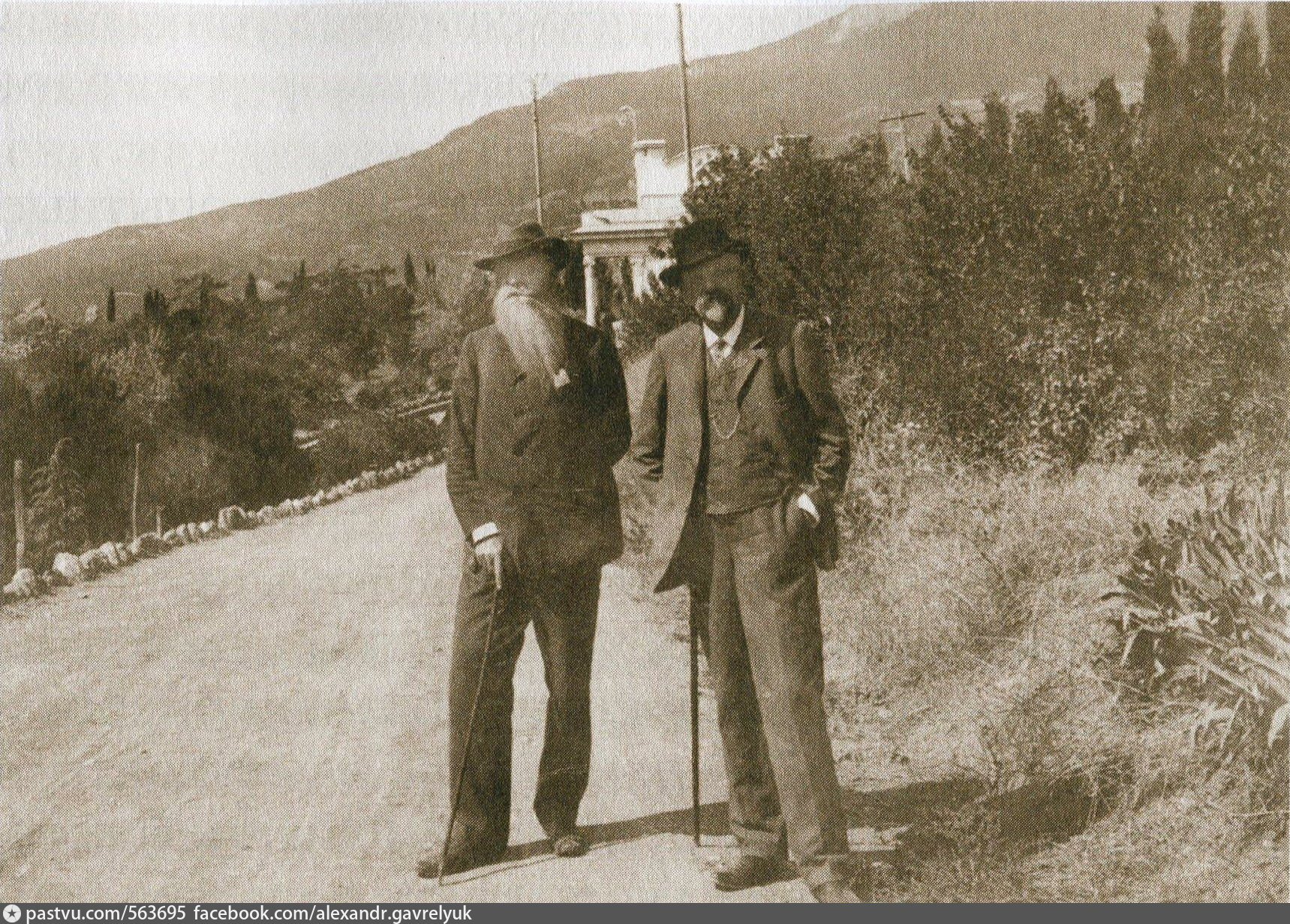
Berthier-Delagarde et Alexeï Orechnikov, deux numismates en 1903 à Hourzouf.

En 1887, retraité il se consacre à l'histoire, participe à des fouilles archéologiques, à la rédaction de guides et devient correspondant de la société impériale d'archéologie de Moscou et de celle d'Odessa. Il est le fondateur du club de montagne Crimée-Caucase de Yalta. Il fait de nombreux dons aux musées des bords de la Mer Noire. Une partie de sa collection d'objets sarmates est achetée par le British Museum en 1923 à sa sœur.